# Teatro de Delfos

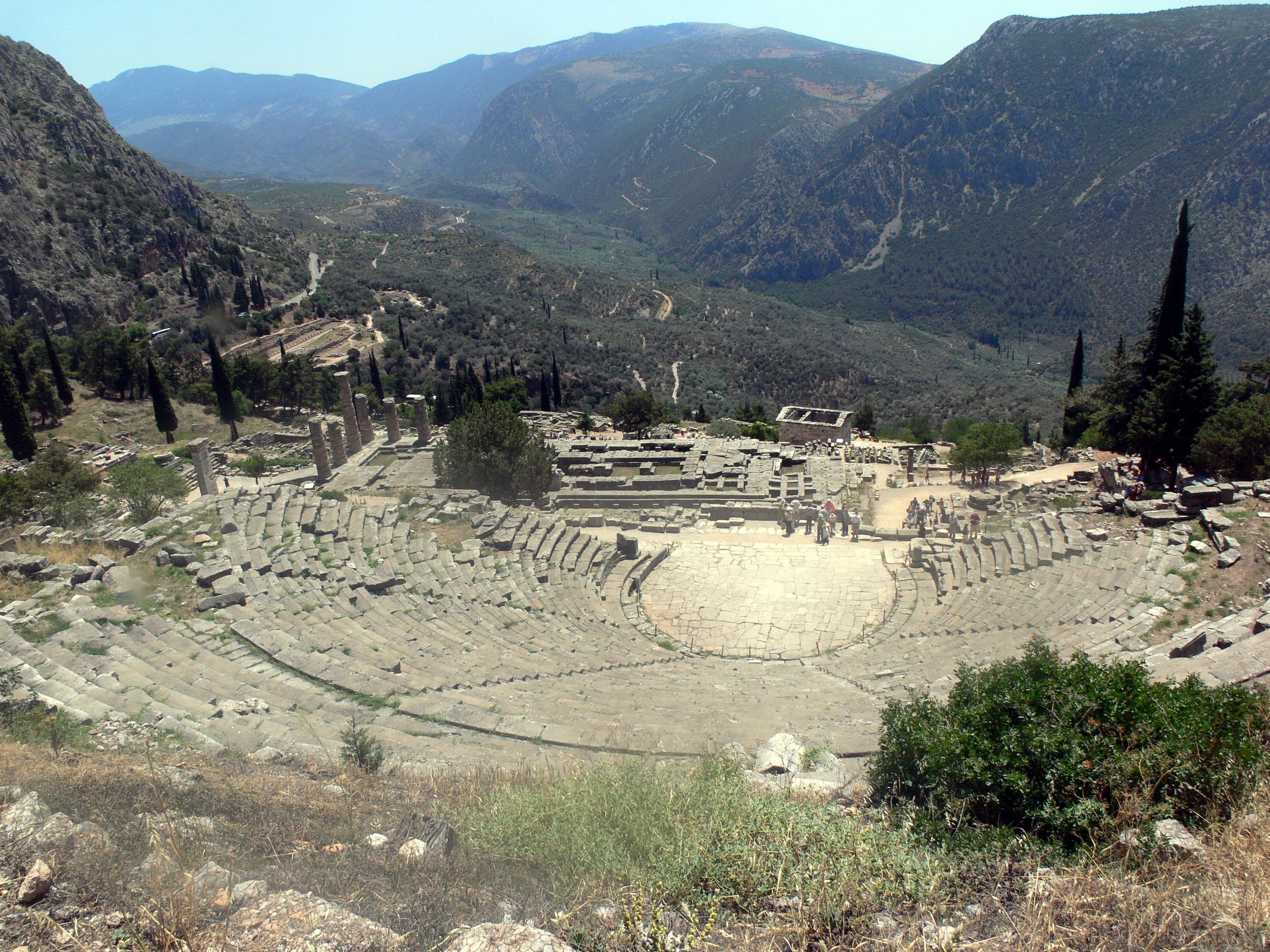
O Teatro de Delfos

O Teatro de Delfos é um anfiteatro da antiga Delfos, na Grécia, estando localizado no perímetro do sítio arqueológico de Delfos. Foi o local dos concursos e apresentações de música e poesia associados aos Jogos Píticos.
Sua primeira instalação tinha uma forma desconhecida, é possível que os espectadores se sentassem no chão ou em assentos de madeira. A sua configuração atual se deve a remodelações no século IV a.C., seguidas de outras em períodos subsequentes, recebendo sua forma definitiva em uma restauração ocorrida entre 160 e 159 a.C., patrocinada por Eumenes II de Pérgamo, com ligeiros acréscimos romanos.
Podia receber até cinco mil pessoas e sua fachada era ornamentada com um friso com cenas dos Trabalhos de Hércules. Hoje apenas subsistem as fundações do cenário e parte da plateia e da orquestra. Embora restaurado o teatro tem problemas de conservação, com blocos de pedra se fragmentando e o subsolo da plateia afundando.